# Jensen Beach
Jensen Beach es un lugar designado por el censo ubicado en el condado de Martín en el estado estadounidense de Florida. En el Censo de 2010 tenía una población de 11.707 habitantes y una densidad poblacional de 568,42 personas por km².

## Geografía
Jensen Beach se encuentra ubicado en las coordenadas 27°14′38″N 80°14′28″O / 27.24389, -80.24111. Según la Oficina del Censo de los Estados Unidos, Jensen Beach tiene una superficie total de 20.6 km², de la cual 17.5 km² corresponden a tierra firme y (15.04%) 3.1 km² es agua.

## Demografía
Según el censo de 2010, había 11.707 personas residiendo en Jensen Beach. La densidad de población era de 568,42 hab./km². De los 11.707 habitantes, Jensen Beach estaba compuesto por el 94.53% blancos, el 2.48% eran afroamericanos, el 0.2% eran amerindios, el 0.67% eran asiáticos, el 0.03% eran isleños del Pacífico, el 0.89% eran de otras razas y el 1.21% pertenecían a dos o más razas. Del total de la población el 4.84% eran hispanos o latinos de cualquier raza.